# 보이스 코리아
《보이스 코리아》(The Voice of Korea)는 네덜란드에서 시작된 포맷의 프로그램을 대한민국에서 리메이크한 보컬 오디션 프로그램이다. 대한민국의 케이블 방송국 엠넷에서 미국 더 보이스로부터 판권을 구매해 제작했다. 사회자는 김진표이고 시즌 1부터 시즌 2까지의 코치는 신승훈, 길, 강타, 백지영이었다. 최종 우승의 경우 시즌 1에서는 신승훈 팀의 손승연, 시즌 2에서는 강타 팀의 이예준이 차지하였다. 시즌2 종영 이후 7년 만에 보이스 코리아 2020으로 재개되었으며, 코치는 성시경, 김종국, 보아, 다이나믹 듀오이다.

## 진행 방법
참가자들은 온라인 응모를 하고, 합격자는 프리 오디션에 참가하게 된다. 프리 오디션에서는 심사를 통해 블라인드 오디션에 참가할 150명을 선발한다. 블라인드 오디션에서는 4명의 코치가 오직 노래만을 듣고 자신의 팀원 12명을 선발하게 된다. 한 명의 코치에게 선택받은 참가자는 해당 코치의 팀원이 되고, 둘 이상의 코치에게 선택받은 참가자는 스스로 팀 선택의 기회를 갖게 된다. 선발된 각 팀 12명은 코치의 선택에 따라 각각 2명씩 6개 조로 나뉘어 배틀 라운드 무대에 서게 된다. 배틀 라운드에서는 라이벌 듀엣 미션을 통해 승리한 각 팀 6명씩이 라이브쇼에 진출하게 된다. 라이브쇼에서는 사전 온라인투표와 대국민 문자투표, 그리고 코치의 선택을 통해 다음 라운드 진출자와 탈락자를 가리게 된다. 각 팀별로 최종 선택된 1명씩이 파이널 무대에 서게 되고, 이 중에서 우승자를 가리게 된다. 시즌 2에서는 배틀 라운드 탈락자를 다른 코치가 데려올 수 있는 스카우트 제도와 KO 라운드가 신설되었다.

## 코치별 팀과 우승자

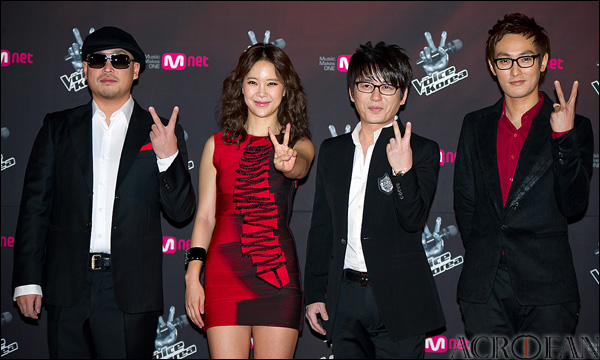
보이스 코리아의 코치. 왼쪽부터 길, 백지영, 신승훈, 강타

| 시즌                   |                                        |                                         |                                           |                                         |
| 시즌                   | 신승훈                                 | 백지영                                  | 강타                                      | 길                                      |
| ---------------------- | -------------------------------------- | --------------------------------------- | ----------------------------------------- | --------------------------------------- |
| 보이스 코리아 (시즌 1) | 손승연 소정 정승원 장재호 이은아 샘 구 | 유성은 강미진 허공 박태영 인지윤 신지현 | 지세희 정나현 배근석 홍혁수 장정우 김현민 | 우혜미 하예나 장은아 최준영 신초이 남일 |
| 보이스 코리아 2        | 윤성기 배두훈 박의성                   | 이시몬 송푸름 함성훈                    | 이예준 신유미 이정석                      | 유다은 김현지 송수빈                    |

## 같이 보기
- 더 보이스
- 보이스 키즈
- 슈퍼스타K